# Bernarda Alba
Bernarda Alba és el personatge principal de l'obra "La casa de Bernarda Alba", que fou escrita per l'escriptor espanyol Federico García Lorca l'any 1936, poc abans de la seva execució.